# أليسون باتيستا
أليسون باتيستا هو لاعب كرة قدم برازيلي في مركز الهجوم، ولد في 21 يونيو 1981 في كامبينا غراندي في البرازيل. لعب مع نادي أكويلا.

## وصلات خارجية
- أليسون باتيستا على موقع Soccerway.com (الإنجليزية)